# خيبر (بندقية)
بندقية خيبر بندقية اقتحام تستعمل من قبل الجيش الإيراني بكثرة، وهناك مصادر تشير إلى أن بندقية القنص هذه عبارة عن تحويرات طفيفة لبندقية القنص الصينية المعروفة ببندقية القنص 81 والتي قامت الصين بتصنيعها في السبعينيات، صممت البندقية عام 2001 وانتجت نماذج سنة 2003، تتشابه البندقية شكلياً مع بندقية فاماس الفرنسية.

## وصلات خارجية
- مقطع فيديو لمصنع بندقيات خيبر